# Kleine Ezel
Kleine Ezel is een hoofdpersonage uit de prentenboekenserie van Rindert Kromhout en Annemarie van Haeringen. De serie wordt uitgegeven door Uitgeverij Leopold.
De verhalen van Kleine Ezel zijn vertaald in het Fries, Engels, Frans, Duits, Zweeds, Italiaans, Spaans, Portugees, Japans, Chinees en Koreaans.

## Titels
- Kleine Ezel
- Kleine Ezel en jarige Jakkie
- Kleine Ezel en de oppas
- De pappa van Kleine Ezel
- Kleine Ezel en het boebeest
- Kleine Ezel viert kerstfeest
- Kleine Ezel en de durfal